# Zeta Ophiuchi

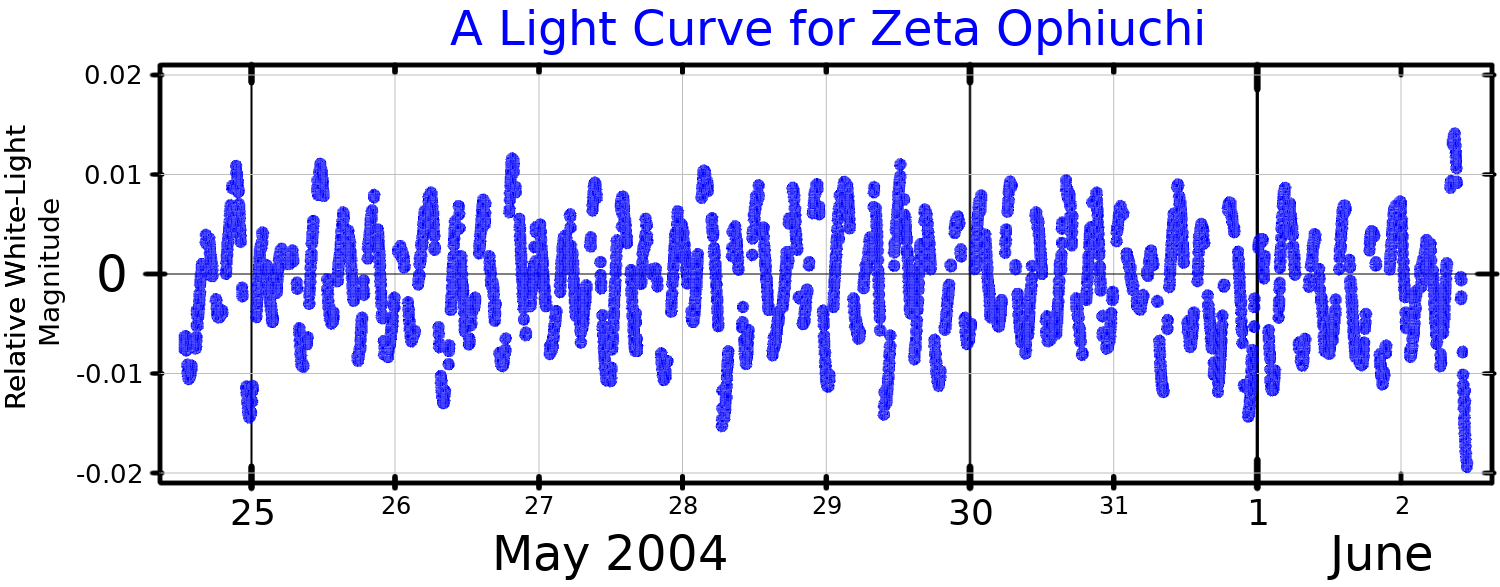
Lichtkromme van Zeta Ophiuchi

Zeta Ophiuchi is een ster in het sterrenbeeld Slangendrager. Door zijn magnitude van 2,57 is het de op twee na helderste ster in het sterrenbeeld. De ster staat soms ook bekend als Han. Anderhalve graad ten noorden van zeta Ophiuchi is de open sterrenhoop Dolidze 27 te vinden. Twee en een halve graad ten zuidzuidwesten van deze ster kan de bolvormige sterrenhoop Messier 107 worden opgespoord.